# Baeodon alleni
Baeodon alleni is een zoogdier uit de familie van de gladneuzen (Vespertilionidae). De wetenschappelijke naam van de soort werd voor het eerst geldig gepubliceerd door Oldfield Thomas in 1892.

## Voorkomen
De soort komt voor in Mexico.